# Freedom Plains
Freedom Plains est une census-designated place du comté de Dutchess, dans l'État de New York, aux États-Unis,. En 2020, elle compte une population de 438 habitants.

## Géographie
Freedom Plains se trouve au centre de la ville de LaGrange, dans le centre-sud du comté de Dutchess. La New York State Route 55 traverse le hameau, menant à l'ouest à 11 km de Poughkeepsie, le chef-lieu du comté, et au sud-est à 21 km de Pawling. La Taconic State Parkway forme la limite orientale de Freedom Plains, menant au nord sur 57 miles (92 km) jusqu'à l'Interstate 90 et au sud sur 70 miles (110 km) jusqu'à la ville de New York. Le CDP est bordé au nord par le parc d'État James Baird.